# Luxemburgo
Luxemburgo oficialmente Grão-Ducado do Luxemburgo ou de Luxemburgo (em luxemburguês: Groussherzogtum Lëtzebuerg) é um pequeno país sem litoral na Europa Ocidental. Faz fronteira com a Bélgica a oeste e norte, com a Alemanha a leste e com a França ao sul. A sua capital e cidade mais populosa, Luxemburgo, é uma das quatro sedes institucionais da União Europeia (juntamente com Bruxelas, Frankfurt e Estrasburgo ) e a sede de várias instituições da UE, notadamente o Tribunal de Justiça da União Europeia, a mais alta autoridade judicial. A cultura, o povo e os idiomas de Luxemburgo estão altamente interligados com seus vizinhos franceses e alemães; enquanto o luxemburguês é legalmente a única língua nacional do povo luxemburguês, o francês e o alemão também são usados em assuntos administrativos e judiciais e todos os três são considerados idiomas administrativos do país.
Com uma área de 2 586 km², Luxemburgo é um dos menores países da Europa, e o menor não considerado um microestado. Em 2022, tinha uma população de 645 397 habitantes, o que o torna um dos países menos populosos da Europa, embora com a maior taxa de crescimento populacional; os estrangeiros representam quase metade da população. Luxemburgo é uma democracia representativa chefiada por um monarquia constitucional, o grão-duque Henrique, tornando-se o único grão-ducado soberano remanescente no mundo.
Luxemburgo é um país desenvolvido com uma economia avançada e um dos maiores PIB (PPC) per capita do mundo. A cidade de Luxemburgo foi declarada Patrimônio Mundial da UNESCO em 1994 devido à preservação excepcional das vastas fortificações e bairros históricos.
Luxemburgo é membro fundador da União Europeia, OCDE, Nações Unidas, OTAN e Benelux. Foi membro do Conselho de Segurança das Nações Unidas pela primeira vez em 2013 e 2014. A partir de 2022, os cidadãos luxemburgueses tinham acesso sem visto ou visto na chegada a 189 países e territórios, classificando o passaporte luxemburguês em quarto lugar no mundo, empatado com a Finlândia e a Itália.

## História
Considera-se que a história de Luxemburgo começou no ano de 963, quando o conde Sigifredo adquiriu um promontório rochoso e suas fortificações da era romana, conhecido como Lucilinburhuc, "pequeno castelo", e os arredores da Abadia Imperial de St. Tréveris. Os descendentes de Siegfried aumentaram seu território por meio de casamento, conquista e vassalagem. No final do século XIII, os condes de Luxemburgo reinavam sobre um território considerável. Em 1308, o conde de Luxemburgo Henrique VII tornou-se Rei dos Romanos e mais tarde Sacro Imperador Romano; a Casa de Luxemburgo produziria quatro Sacro Imperadores Romanos durante a Alta Idade Média. Em 1354, Carlos IV elevou o condado a Ducado de Luxemburgo. O ducado acabou por se tornar parte do Círculo da Borgonha e depois uma das Dezassete Províncias dos Países Baixos dos Habsburgos.
Ao longo dos séculos, a Cidade e Fortaleza de Luxemburgo — de grande importância estratégica devido à sua localização entre o Reino da França e os territórios dos Habsburgos — foi gradualmente construída para ser uma das fortificações mais reputadas da Europa. Depois de pertencer à França de Luís XIV e à Áustria de Maria Teresa, Luxemburgo tornou-se parte da Primeira República Francesa e do Império sob Napoleão.
O atual estado de Luxemburgo surgiu pela primeira vez no Congresso de Viena em 1815. O Grão-Ducado, com a sua poderosa fortaleza, tornou-se um estado independente sob a posse pessoal de Guilherme I dos Países Baixos com uma guarnição prussiana para proteger a cidade contra outra invasão da França. Em 1839, após a turbulência da Revolução Belga, a parte puramente francófona de Luxemburgo foi cedida à Bélgica e a parte luxemburguesa (exceto Arelerland, a área ao redor de Arlon) tornou-se o que é o atual estado de Luxemburgo.

### Antes de 963 d.C.

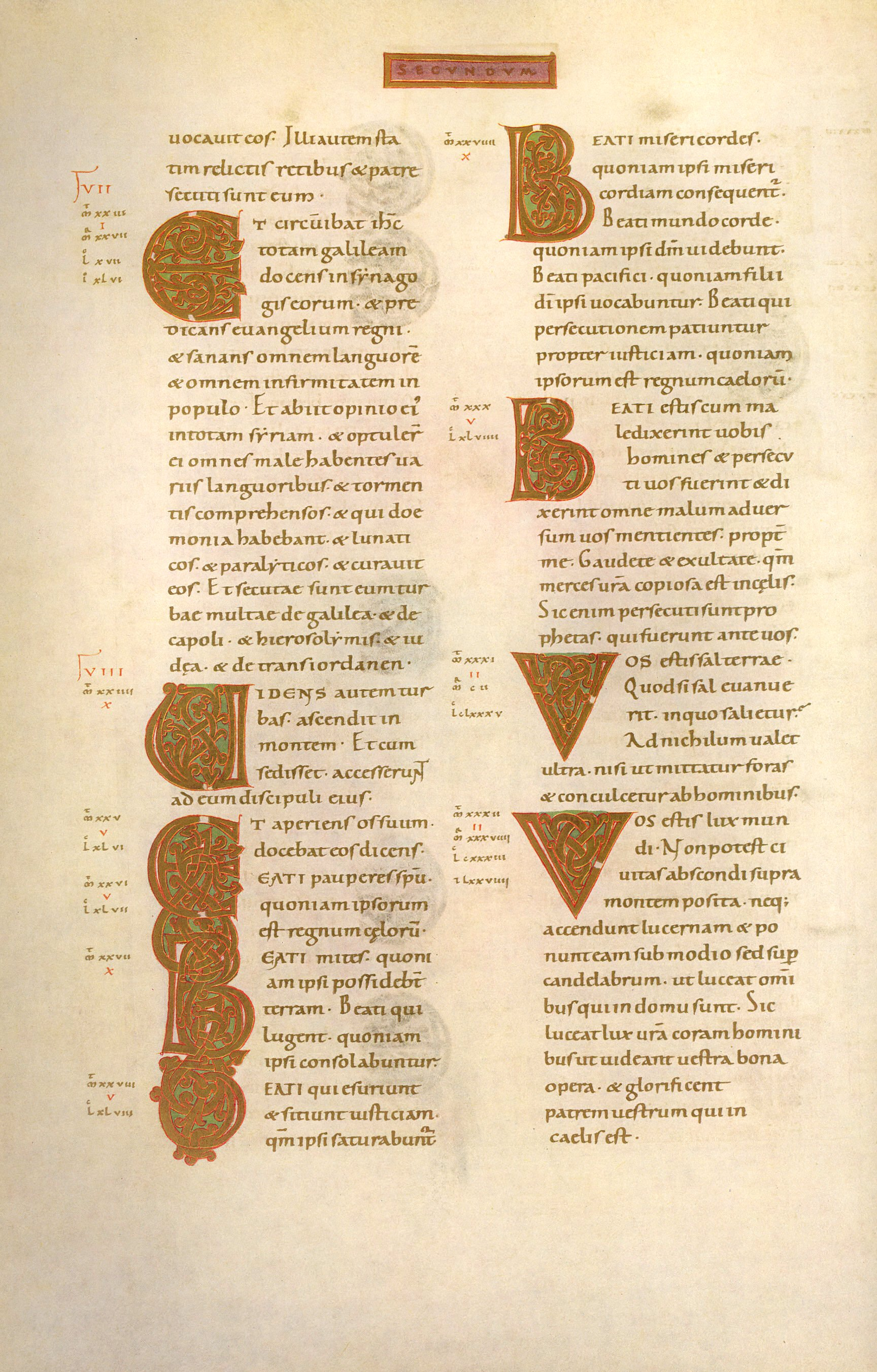
A página de texto do Codex Aureus de Echternach, um importante códice sobrevivente, foi produzida na Abadia de Echternach no século XI.

Os primeiros vestígios de povoamento no que hoje é Luxemburgo datam do Paleolítico, cerca de 35 000 anos atrás. A partir do século ii a.C., as tribos celtas instalaram-se na região entre os rios Reno e Mosa, estabelecendo-se assim na região que constitui o atual Grão-Ducado.
Seis séculos depois, os romanos chamariam tréveros às tribos celtas que habitavam essas regiões e as suas vizinhanças. Vários exemplos de evidências arqueológicas que provam sua existência em Luxemburgo foram descobertos, nomeadamente o ópido do Titelberg.
Por volta de 58 a 51 a.C., os romanos invadiram a região quando Júlio César conquistou a Gália e parte da Germânia até à fronteira do Reno, assim a área do que hoje é Luxemburgo tornou-se parte do Império Romano pelos 450 anos seguintes, vivendo em relativa paz sob a Pax Romana.
Semelhante ao que aconteceu na Gália, os celtas de Luxemburgo adotaram a cultura, a língua, a moral e um modo de vida romanos, tornando-se efetivamente o que os historiadores mais tarde descreveram como civilização galo-romana. Evidências desse período incluem o Dalheim Ricciacum e o mosaico Vichten, que estão em exibição no Museu Nacional de História e Arte na cidade de Luxemburgo.
O território foi infiltrado pelos francos germânicos a partir do século IV e foi abandonado por Roma em 406 d.C. O território do que viria a ser Luxemburgo passou a fazer parte do Reino dos Francos. Os francos sálios que se estabeleceram na área são frequentemente descritos como os que trouxeram a língua germânica para o atual Luxemburgo, uma vez que a antiga língua franca falada por eles é considerada pelos linguistas como uma precursora direta do dialeto francônio de Mosela, que mais tarde evoluiu, entre outros, para a língua luxemburguesa moderna.
A cristianização de Luxemburgo também ocorre nesta época e é geralmente datada do final do século VII. A figura mais famosa neste contexto é Vilibrordo, um santo missionário da Nortúmbria, que junto com outros monges estabeleceu a Abadia de Echternach em 698 d.C. É em sua homenagem que a notável procissão dançante de Echternach ocorre anualmente na terça-feira de Pentecostes. Por alguns séculos, a abadia se tornaria uma das abadias mais influentes do norte da Europa. O Codex Aureus de Echternach, um importante códice sobrevivente escrito inteiramente em tinta dourada, foi produzido aqui no século XI. A chamada Bíblia do Imperador e os Evangelhos Dourados de Henrique III também foram produzidos em Echternach nessa época, quando a produção de livros no scriptorium atingiu o pico durante a meia-idade.

### Surgimento e expansão do Condado de Luxemburgo (963–1312)

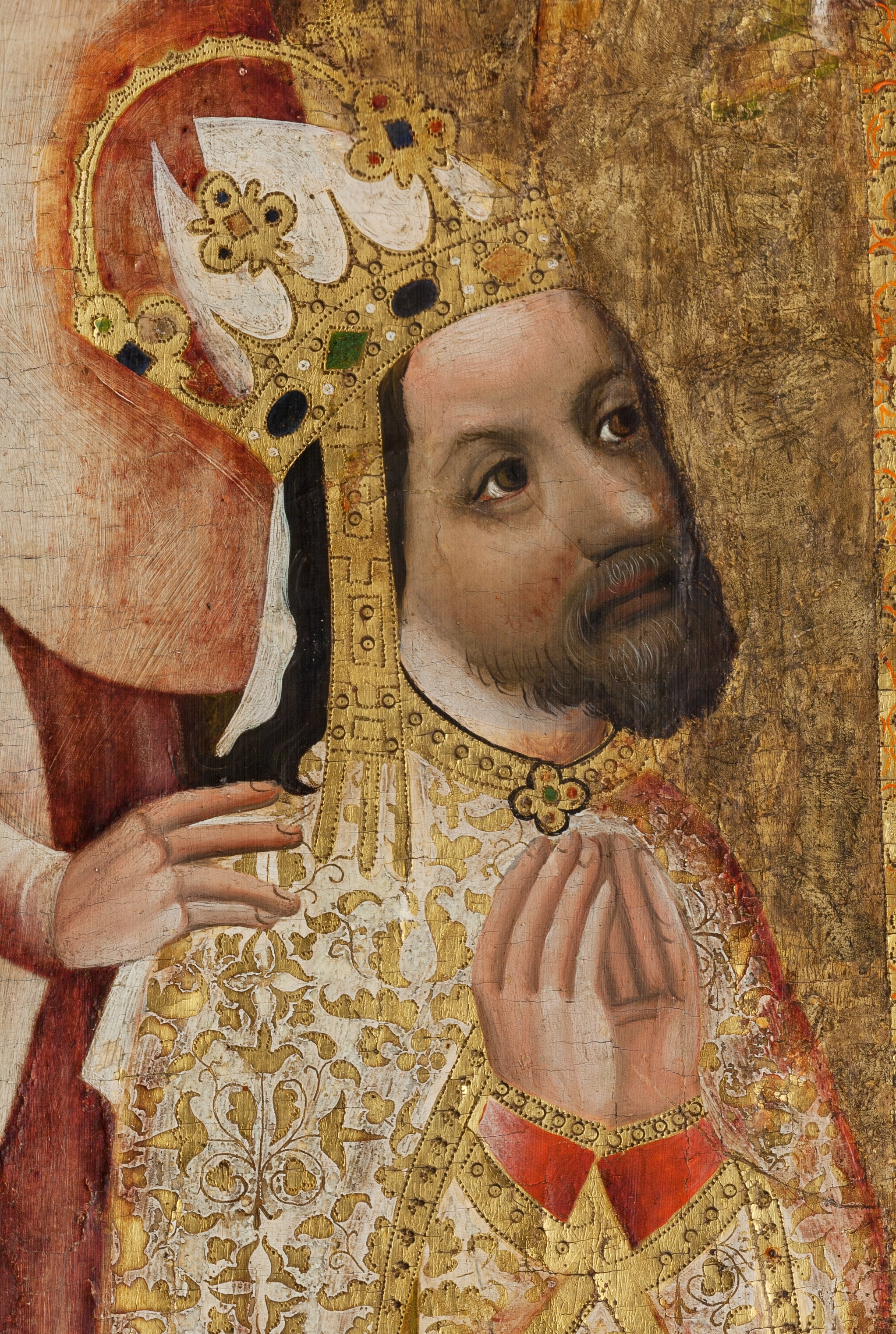
Carlos IV, imperador do Sacro Império Romano do século XIV e rei da Boêmia da Casa de Luxemburgo

Quando o Império Carolíngio foi dividido várias vezes a partir do Tratado de Verdun em 843, o atual território luxemburguês tornou-se sucessivamente parte do Reino da Francia Média (843–855), do Reino da Lotaríngia (855–959) e finalmente do Ducado da Lorena (959–1059), que se tornou um estado do Sacro Império Romano.
A história registrada de Luxemburgo começa com a aquisição de Lucilinburhuc (hoje Castelo de Luxemburgo) situado na rocha Bock por Siegfried, Conde das Ardenas, em 963 por meio de um ato de troca com a Abadia de São Maximino, Trier. Em torno deste forte, desenvolveu-se gradualmente uma cidade, que se tornou o centro de um estado de grande valor estratégico dentro do Ducado de Lorena. Ao longo dos anos, a fortaleza foi ampliada pelos descendentes de Siegfried e em 1083, um deles, Conrado I, foi o primeiro a se autodenominar " Conde de Luxemburgo ", e com isso criando efetivamente o independente Condado de Luxemburgo (que ainda era um estado dentro do Sacro Império Romano).
Em meados do século XIII, os condes de Luxemburgo conseguiram ganhar consideravelmente em riqueza e poder e expandiram seu território do rio Mosa ao Mosela. Na época do reinado de Henrique V, o Loiro, Bitburg, La Roche-en-Ardenne, Durbuy, Arlon, Thionville, Marville, Longwy, e em 1264 o condado concorrente de Vianden (e com ele St. Vith e Schleiden) tinham foram incorporadas diretamente ou se tornaram estados vassalos do Condado de Luxemburgo. O único grande revés durante sua ascensão ao poder ocorreu em 1288, quando Henrique VI e seus três irmãos morreram na Batalha de Worringen, enquanto tentavam, sem sucesso, também adicionar o Ducado de Limburg ao seu reino. Mas, apesar da derrota, a Batalha de Worringen ajudou os condes de Luxemburgo a alcançar a glória militar, que antes lhes faltava, pois haviam ampliado seu território principalmente por meio de heranças, casamentos e feudos.
A ascensão dos Condes de Luxemburgo culminou quando Henrique VII se tornou Rei dos Romanos, Rei da Itália e finalmente, em 1312, Sacro Imperador Romano.

### Idade de Ouro: A Casa de Luxemburgo lutando pela supremacia na Europa Central (1312–1443)

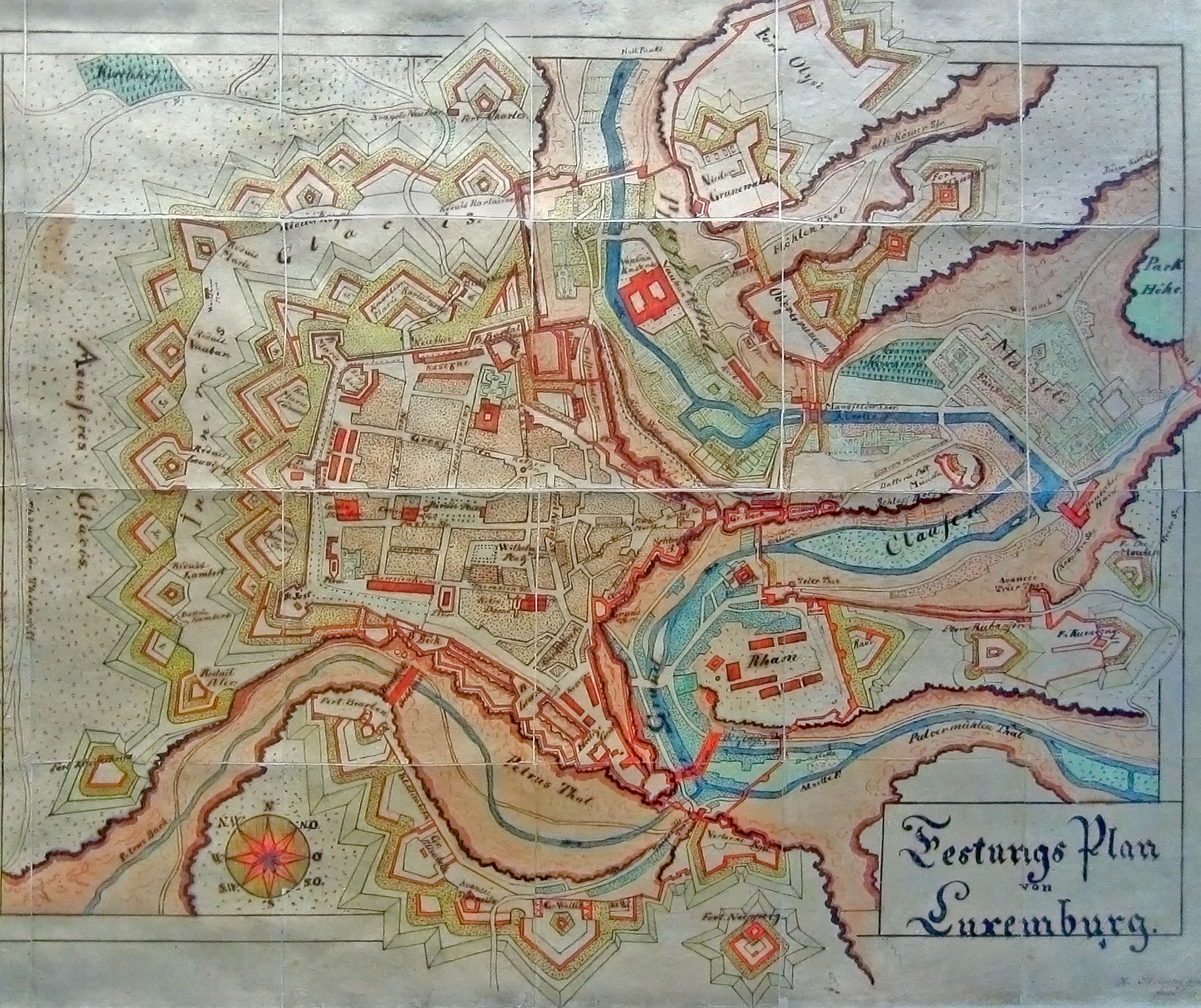
Mapa histórico (sem data) das fortificações da cidade de Luxemburgo

Com a ascensão de Henrique VII como imperador, a dinastia da Casa de Luxemburgo não apenas começou a governar o Sacro Império Romano-Germânico, mas também rapidamente começou a exercer uma influência crescente sobre outras partes da Europa Central.
O filho de Henrique, João o Cego, além de Conde de Luxemburgo, tornou-se Rei da Boêmia. Ele continua sendo uma figura importante na história e no folclore luxemburguês e é considerado por muitos historiadores o epítome do cavalheirismo nos tempos medievais. Elé conhecido por ter fundado o Schueberfouer em 1340 e por sua morte heróica na Batalha de Crécy em 1346. João o Cego é considerado um herói nacional em Luxemburgo.
No século XIV e início do século XV, mais três membros da Casa de Luxemburgo reinaram como imperadores do Sacro Império Romano e reis da Boêmia: os descendentes de João, Carlos IV, Sigismundo (que foi rei da Hungria e da Croácia) e Venceslau IV. Carlos IV criou a duradoura Bula Dourada de 1356, um decreto que fixou aspectos importantes da estrutura constitucional do Império. Luxemburgo permaneceu um feudo (condado) independente do Sacro Império Romano e, em 1354, Carlos IV o elevou ao status de ducado com seu meio-irmão Venceslau I tornando-o primeiro duque de Luxemburgo. Enquanto seus parentes estavam ocupados governando e expandindo seu poder dentro do Sacro Império Romano e em outros lugares, Venceslau anexou o Condado de Chiny em 1364 e, com ele, os territórios do novo Ducado de Luxemburgo atingiram a sua maior extensão.
Durante esses 130 anos, a Casa de Luxemburgo lutou com a Casa de Habsburgo pela supremacia no Sacro Império Romano e na Europa Central. Tudo acabou em 1443, quando a Casa de Luxemburgo sofreu uma crise sucessória, precipitada pela falta de um herdeiro varão para assumir o trono. Como Sigismundo e Isabel de Görlitz não tinham herdeiros, todas as posses da Dinastia de Luxemburgo foram redistribuídas entre a aristocracia europeia. O Ducado de Luxemburgo tornou-se propriedade de Filipe, o Bom, Duque da Borgonha.
Com a Casa de Luxemburgo extinta, Luxemburgo se tornou parte dos Países Baixos Burgúndios, o que marcaria o início de quase 400 anos de domínio estrangeiro sobre Luxemburgo.

### Luxemburgo sob o domínio dos Habsburgos e repetidas invasões francesas (1444–1794)
Em 1482, Filipe I de Castela herdou tudo o que ficou conhecido como os Países Baixos dos Habsburgos e, com eles, o Ducado de Luxemburgo. Por quase 320 anos, Luxemburgo permaneceria como posse da poderosa Casa de Habsburgo, primeiro sob o domínio austríaco (1506–1556), depois sob o domínio espanhol (1556–1714), antes de voltar novamente ao domínio austríaco (1714–1794). Ao se tornar uma possessão dos Habsburgos, o Ducado de Luxemburgo tornou-se, como muitos países da Europa na época, fortemente envolvido nos muitos conflitos pelo domínio da Europa entre os países controlados pelos Habsburgos e o Reino da França.
Em 1542, o rei da França Francisco I invadiu Luxemburgo duas vezes, mas os Habsburgos sob o comando de Carlos V conseguiram reconquistar o Ducado em todas as vezes.
Luxemburgo tornou-se parte dos Países Baixos Espanhóis em 1556, e quando a França e a Espanha entraram em guerra em 1635, resultou no Tratado dos Pirenéus, no qual foi decidida a primeira partição de Luxemburgo. Sob o Tratado, a Espanha cedeu as fortalezas luxemburguesas de Stenay, Thionville e Montmédy, e o território circundante à França, reduzindo efetivamente o tamanho de Luxemburgo pela primeira vez em séculos.
No contexto da Guerra dos Nove Anos em 1684, a França invadiu novamente Luxemburgo, conquistando e ocupando o Ducado até 1697, quando foi devolvido aos espanhóis para angariar apoio à causa Bourbon durante o prelúdio da Guerra da Sucessão Espanhola. Quando a guerra estourou em 1701, Luxemburgo e os Países Baixos espanhóis foram administrados pela facção pró-francesa sob o governador Maximilian II Emanuel, eleitor da Baviera e se aliaram aos Bourbons. O ducado foi posteriormente ocupado pelas forças aliadas pró-austríacas durante o conflito e foi concedido à Áustria em sua conclusão em 1714.
À medida que o Ducado de Luxemburgo passava repetidamente do domínio espanhol e austríaco para o francês, cada uma das nações conquistadoras contribuiu para fortalecer e expandir a Fortaleza que o Castelo de Luxemburgo havia se tornado ao longo dos anos. Um exemplo disso inclui o engenheiro militar francês Marquês de Vauban, que avançou as fortificações ao redor e nas alturas da cidade, paredes de fortificação que ainda são visíveis hoje.

### Luxemburgo sob domínio francês (1794–1815)
Durante a Guerra da Primeira Coalizão, a França revolucionária invadiu os Países Baixos austríacos e, com ela, Luxemburgo, mais uma vez. Nos anos de 1793 e 1794 a maior parte do Ducado foi conquistada relativamente rápido e o Exército Revolucionário Francês cometeu muitas atrocidades e pilhagens contra a população civil e abadias luxemburguesas, sendo as mais infames os massacres de Differdange e Dudelange, bem como a destruição do abadias de Clairefontaine, Echternach e Orval. No entanto, a Fortaleza de Luxemburgo resistiu por quase 7 meses antes que as forças austríacas que a mantinham se rendessem. A longa defesa de Luxemburgo levou Lazare Carnot a chamar Luxemburgo de "a melhor fortaleza do mundo, exceto Gibraltar", dando origem ao apelido da cidade de Gibraltar do Norte.
Luxemburgo foi anexado pela França, tornando-se o département des forêts (departamento das florestas), e a incorporação do antigo Ducado como um département à França foi formalizada no Tratado de Campoformio em 1797. Desde o início da ocupação, os novos funcionários franceses em Luxemburgo, que falavam apenas francês, implementaram muitas reformas republicanas, entre elas o princípio do laicismo, que gerou protestos no Luxemburgo fortemente católico. Além disso, o francês foi implementado como a única língua oficial e os luxemburgueses foram impedidos de aceder a todos os serviços públicos. Quando o exército francês introduziu o serviço militar para a população local, eclodiram tumultos que culminaram em 1798, quando os camponeses luxemburgueses iniciaram uma rebelião. Embora os franceses tenham conseguido suprimir rapidamente essa revolta chamada Klëppelkrich, ela teve um efeito profundo na memória histórica do país e de seus cidadãos.
No entanto, muitas ideias republicanas desta época continuam a ter um efeito duradouro no Luxemburgo: um dos muitos exemplos é a implementação do Código Civil Napoleónico, que foi introduzido em 1804 e ainda hoje é válido.

### Despertar nacional e independência (1815–1890)
Após a derrota de Napoleão em 1815, o Ducado de Luxemburgo foi restaurado. No entanto, como o território fazia parte do Sacro Império Romano, bem como dos Países Baixos dos Habsburgos no passado, tanto o Reino da Prússia quanto o Reino Unido dos Países Baixos agora reivindicavam a posse do território. No Congresso de Viena, as grandes potências decidiram que Luxemburgo se tornaria um estado membro da recém-formada Confederação Alemã, mas ao mesmo tempo Guilherme I dos Países Baixos, o Rei dos Países Baixos, se tornaria, em união pessoal, o chefe da Estado. Para satisfazer a Prússia, foi decidido que não apenas a Fortaleza de Luxemburgo seria ocupada por tropas prussianas, mas também que grandes partes do território luxemburguês (principalmente as áreas ao redor de Bitburg e St. Vith) se tornariam possessões prussianas. Isso marcou a segunda vez que o Ducado de Luxemburgo foi reduzido em tamanho e é geralmente conhecido como a Segunda Partição de Luxemburgo. Para compensar o ducado por esta perda, decidiu-se elevar o ducado a Grão-Ducado, dando assim aos monarcas holandeses o título adicional de Grão-Duque de Luxemburgo.
Depois que a Bélgica se tornou um país independente após a vitoriosa Revolução Belga de 1830–1831, reivindicou todo o Grão-Ducado de Luxemburgo como parte da Bélgica. Eles não queriam perder o controle da poderosa fortaleza de Luxemburgo e não concordavam com as reivindicações belgas. A disputa seria resolvida no Tratado de Londres de 1839, onde foi tomada a decisão da Terceira Partição de Luxemburgo. Desta vez, o território foi reduzido em mais da metade, já que a parte ocidental predominantemente francófona do país (mas também a parte de Arelerland, então falante de luxemburguês) foi transferida para o novo estado da Bélgica e, com isso, deu ao Luxemburgo suas fronteiras modernas. O tratado de 1839 estabeleceu a total independência do restante Grão-Ducado de Luxemburgo, de língua alemã.
Em 1842, Luxemburgo ingressou na União Aduaneira Alemã (Zollverein). Isso resultou na abertura do mercado alemão, no desenvolvimento da indústria siderúrgica luxemburguesa e na expansão da rede ferroviária luxemburguesa de 1855 a 1875.
Depois da crise luxemburguesa de 1867 quase ter levado à guerra entre a Prússia e a França, já que ambas não estavam dispostas a ver a outra exercendo influência sobre Luxemburgo e sua poderosa fortaleza, a independência e neutralidade do Grão-Ducado foram reafirmadas pelo Segundo Tratado de Londres e a Prússia finalmente acedeu retirar suas tropas da Fortaleza de Luxemburgo sob a condição de que as fortificações fossem desmanteladas, o que aconteceu no mesmo ano. Durante a guerra franco-prussiana, em 1870, a neutralidade de Luxemburgo foi respeitada pela Confederação da Alemanha do Norte e nem a França nem a Alemanha invadiram o país.
Como resultado das recorrentes disputas entre as grandes potências europeias, o povo luxemburguês desenvolveu gradualmente uma consciência de independência e um despertar nacional ocorreu no século XIX. O povo de Luxemburgo começou a se referir a si mesmo como luxemburguês, em vez de fazer parte de uma das maiores nações vizinhas. Esta consciência de Mir wëlle bleiwe wat mir sinn culminou em 1890, quando o último passo para a independência total foi finalmente dado: devido a uma crise de sucessão, a monarquia dos Países Baixos deixou de deter o título de grão-duque de Luxemburgo. A partir de Adolfo de Nassau-Weilburg, o Grão-Ducado teria sua própria monarquia, reafirmando assim sua plena independência.

### Duas ocupações alemãs e crise política entre guerras (1890–1945)

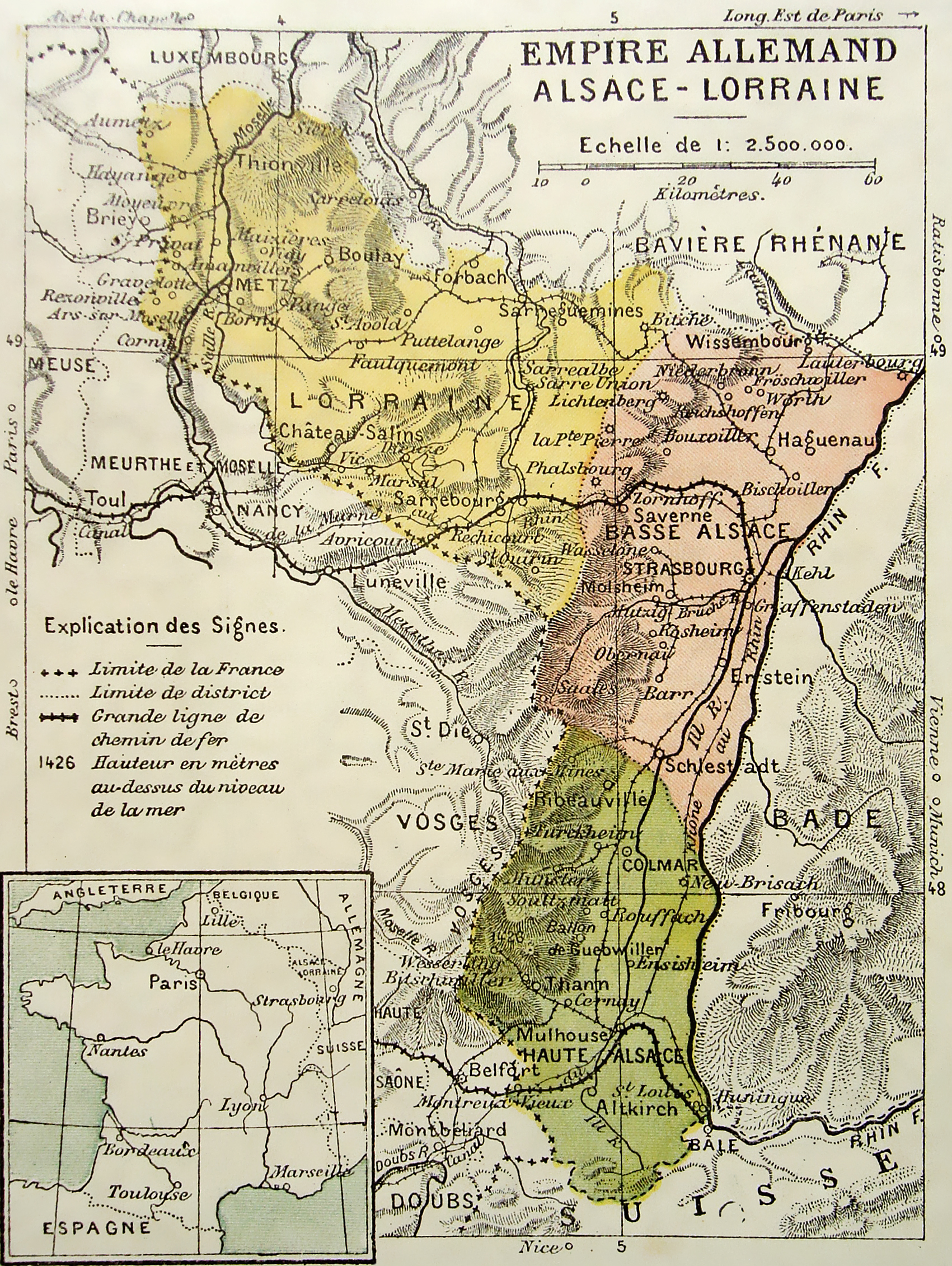
Fronteira com a Alsácia-Lorena de 1871 a 1918

Em agosto de 1914, durante a Primeira Guerra Mundial, a Alemanha Imperial violou a neutralidade de Luxemburgo ao invadi-la para derrotar a França. No entanto, apesar da ocupação alemã, Luxemburgo foi autorizado a manter grande parte de sua independência e mecanismos políticos. Sem saber que a Alemanha planejava secretamente anexar o Grão-Ducado em caso de vitória alemã (o programa de setembro), o governo luxemburguês continuou a seguir uma política de estrita neutralidade. No entanto, a população luxemburguesa não acreditou nas boas intenções da Alemanha, temendo que a Alemanha anexasse Luxemburgo. Cerca de 3 700 luxemburgueses serviram no exército francês, dos quais 2 000 morreram. Seus sacrifícios foram comemorados no Gëlle Fra.
Após a guerra, a grã-duquesa Maria Adelaide, foi vista por muitas pessoas (incluindo os governos francês e belga) como tendo colaborado com os alemães e os apelos à sua abdicação e ao estabelecimento de uma república tornaram-se mais altos. Após a retirada do exército alemão, os comunistas na cidade de Luxemburgo e Esch-sur-Alzette tentaram estabelecer uma república operária soviética semelhante às emergentes na Alemanha, mas essas tentativas duraram apenas 2 dias. Em novembro de 1918, uma moção na Câmara dos Deputados exigindo a abolição da monarquia foi derrotada por 21 votos a 19 (com 3 abstenções).
A França questionou a neutralidade do governo luxemburguês, e especialmente de Marie-Adélaïde, durante a guerra, e os apelos para a anexação de Luxemburgo à França ou à Bélgica aumentaram em ambos os países. Em Janeiro de 1919, uma companhia do Exército luxemburguês rebelou-se, declarando-se o exército da nova república, mas as tropas francesas intervieram e puseram fim à rebelião. No entanto, a deslealdade demonstrada pelas suas próprias forças armadas foi demais para Marie-Adélaïde, que abdicou em favor de sua irmã Charlotte 5 dias depois. No mesmo ano, em referendo popular, 77,8% da população luxemburguesa declarou-se a favor da manutenção da monarquia e rejeitou a instauração de uma república. Durante esse período, a Bélgica pressionou pela anexação de Luxemburgo. No entanto, todas essas reivindicações foram rejeitadas na Conferência de Paz de Paris, garantindo assim a independência de Luxemburgo.
Em 1940, após a eclosão da Segunda Guerra Mundial, a neutralidade de Luxemburgo foi novamente violada quando a Wehrmacht da Alemanha Nazista entrou no país, "totalmente sem justificativa". Em contraste com a Primeira Guerra Mundial, sob a ocupação alemã de Luxemburgo durante a Segunda Guerra Mundial, o país foi tratado como território alemão e anexado informalmente à província adjacente da Alemanha Nazista, Gau Moselland. Desta vez, Luxemburgo não permaneceu neutro, pois o governo luxemburguês no exílio com sede em Londres apoiou os Aliados, enviando um pequeno grupo de voluntários que participaram da invasão da Normandia, e vários grupos de resistência se formaram dentro do país ocupado.
Com 2,45% de sua população pré-guerra morta e um terço de todos os edifícios em Luxemburgo destruídos ou fortemente danificados (principalmente devido à Batalha das Ardenas), Luxemburgo sofreu a maior perda desse tipo na Europa Ocidental e seu compromisso com o esforço de guerra dos Aliados. nunca foi questionado. Cerca de metade dos judeus de Luxemburgo, 4 000 fugiram do país no dia da invasão. Os outros foram presos e submetidos à política antissemita do regime Nazi. Listados, segregados e despojados dos seus bens, os judeus que permaneceram foram eventualmente expulsos do país. Em outubro de 1941, quase 900 conseguiram deixar a Alemanha Europa. Mais de 800 outros foram deportados para guetos e exterminados em campos de concentração na Polónia ocupada. Quase todos foram assassinados. No momento da libertação, restavam apenas 70 judeus no Luxemburgo.

### História moderna: Integração na OTAN e na União Europeia (1945–)
O Grão-Ducado tornou-se membro fundador das Nações Unidas em 1945. O status neutro de Luxemburgo sob a constituição terminou formalmente em 1948 e, em abril de 1949, se tornou membro fundador da OTAN. Durante a Guerra Fria, Luxemburgo continuou seu envolvimento ao lado do Bloco ocidental. No início dos anos cinquenta, um pequeno contingente de tropas lutou na Guerra da Coreia. Tropas luxemburguesas foram enviadas para o Afeganistão, para apoiar a ISAF.
Na década de 1950, Luxemburgo tornou-se um dos seis países fundadores das Comunidades Europeias, após o estabelecimento em 1952 da Comunidade Europeia do Carvão e do Aço e subsequentes criações em 1958 da Comunidade Económica Europeia e da Comunidade Europeia da Energia Atómica. Em 1993, os dois primeiros foram incorporados à União Europeia. Com Robert Schuman (um dos pais fundadores da UE), Pierre Werner (considerado o pai do Euro), Gaston Thorn, Jacques Santer e Jean-Claude Juncker (todos ex-presidentes da Comissão Europeia), os políticos luxemburgueses contribuíram substancialmente para formação e estabelecimento da UE. Em 1999, Luxemburgo ingressou na zona do euro.
A indústria siderúrgica que explorava as ricas jazidas de minério de ferro das Terras Vermelhas no início do século XX impulsionou a industrialização de Luxemburgo. Após o declínio da indústria siderúrgica na década de 1970, o país concentrou-se em se estabelecer como um centro financeiro global e se desenvolveu no centro bancário que tem a reputação de ser. Desde o início do século XXI, seus governos se concentraram em desenvolver o país em uma economia do conhecimento, com a fundação da Universidade de Luxemburgo e um programa espacial nacional.

## Governo e política
Luxemburgo é descrito como uma "democracia plena", com uma democracia parlamentar chefiada por um monarca constitucional. O poder executivo é exercido pelo grão-duque e pelo gabinete, que consiste em vários outros ministros, liderado pelo primeiro-ministro. O primeiro-ministro é indicado pelo grão-duque e aprovado pelo parlamento por meio de uma moção de confiança. A Constituição de Luxemburgo, a lei suprema do país, foi originalmente adotada em 17 de outubro de 1868 e atualizada em 1º de julho de 2023, em um processo resultado de 15 anos de debates.
O grão-duque tem o poder de dissolver a legislatura, caso em que novas eleições devem ser realizadas dentro de três meses. Mas, desde 1919, a soberania é da Nação, exercida pelo grão-duque nos termos da Constituição e da lei. Com a revisão de 2023, o Grão-Duque passou a ser responsável por emitir regulamentos para a execução de leis, que devem ser consignados por um membro do gabinete ministerial e os requisitos para o acesso ao cargo, de abdicação e de regência passaram a ser especificados. Além disso, o papel de primeiro-ministro passou a ser mencionado diretamente no texto constitucional. Antes os deputados e ministros prestavam lealdade ao Grão-Duque ao assumir suas funções, porém a partir de 2023 o juramento passou a ser à Constituição e às leis do país.
O poder legislativo é investido na Câmara dos Deputados, uma legislatura unicameral de sessenta membros, que são eleitos diretamente para mandatos de cinco anos em um sistema de representação proporcional baseado em quatro distritos eleitorais. Um segundo órgão, o Conselho de Estado (Conseil d'État), composto por 21 cidadãos comuns nomeados pelo grão-duque, assessora a Câmara dos Deputados na elaboração da legislação. Na revisão de 2023, foi criada a Proposition Motivée aux fins de Légiférer (PML), ou "propostas para efeitos de legislação", que consiste na possibilidade de um grupo de cidadãos propor a criação de uma lei, para isso é necessário que 125 luxemburgueses maiores de 18 anos assinem uma proposta que seja apoiada por outros 12 500 eleitores. Por fim, após uma avaliação, a Câmara dos Deputados fará um debate sobre o projeto de lei, que passará pelos mesmos trâmites de um projeto de lei comum. Em Luxemburgo o voto é obrigatório para maiores de 18 anos.
Luxemburgo tem três tribunais inferiores (juizes de paix; em Esch-sur-Alzette, a cidade de Luxemburgo, e Diekirch), dois tribunais distritais (Luxemburgo e Diekirch) e um Tribunal Superior de Justiça (Luxemburgo), que inclui o Tribunal de Recurso e Tribunal de Cassação. Existe um Tribunal Superior Administrativo e um Tribunal Administrativo, bem como um Tribunal Constitucional, todos localizados na capital. Na revisão recente, ficou consagrada a independência do poder judiciário, os prazos razoáveis para julgamento e a presunção de inocência, mudanças que são respaldadas pelo Conselho Nacional de Justiça, criado a partir da revisão. Antes a justiça era realizada em nome do Grão-Duque, agora é em respeito à constituição.

### Divisões administrativas
Luxemburgo está dividido em 12 cantões, que são subdivididos em 102 comunas. Doze das comunas têm status de cidade; a cidade de Luxemburgo é a maior.

### Relações exteriores
Luxemburgo tem sido um importante defensor da integração política e econômica europeia. Em 1921, Luxemburgo e Bélgica formaram a União Econômica Bélgica-Luxemburguesa (BLEU) para criar um regime de moeda intercambiável e alfândegas comuns. Luxemburgo é membro da União Econômica Benelux e foi um dos membros fundadores da Comunidade Econômica Europeia (atual União Europeia). Também participa do Grupo Schengen (em homenagem à vila luxemburguesa de Schengen onde os acordos foram assinados). Ao mesmo tempo, a maioria dos luxemburgueses sempre acreditou que a unidade europeia só faz sentido no contexto de uma relação transatlântica dinâmica e, portanto, tradicionalmente segue uma política externa pró- OTAN e pró-EUA.
Luxemburgo é a sede do Tribunal de Justiça da União Europeia, do Tribunal de Contas Europeu, do Serviço de Estatística da União Europeia (Eurostat) e de outros órgãos vitais da UE. A Secretaria do Parlamento Europeu está localizada em Luxemburgo, mas o Parlamento geralmente se reúne em Bruxelas e às vezes em Estrasburgo.

### Forças armadas

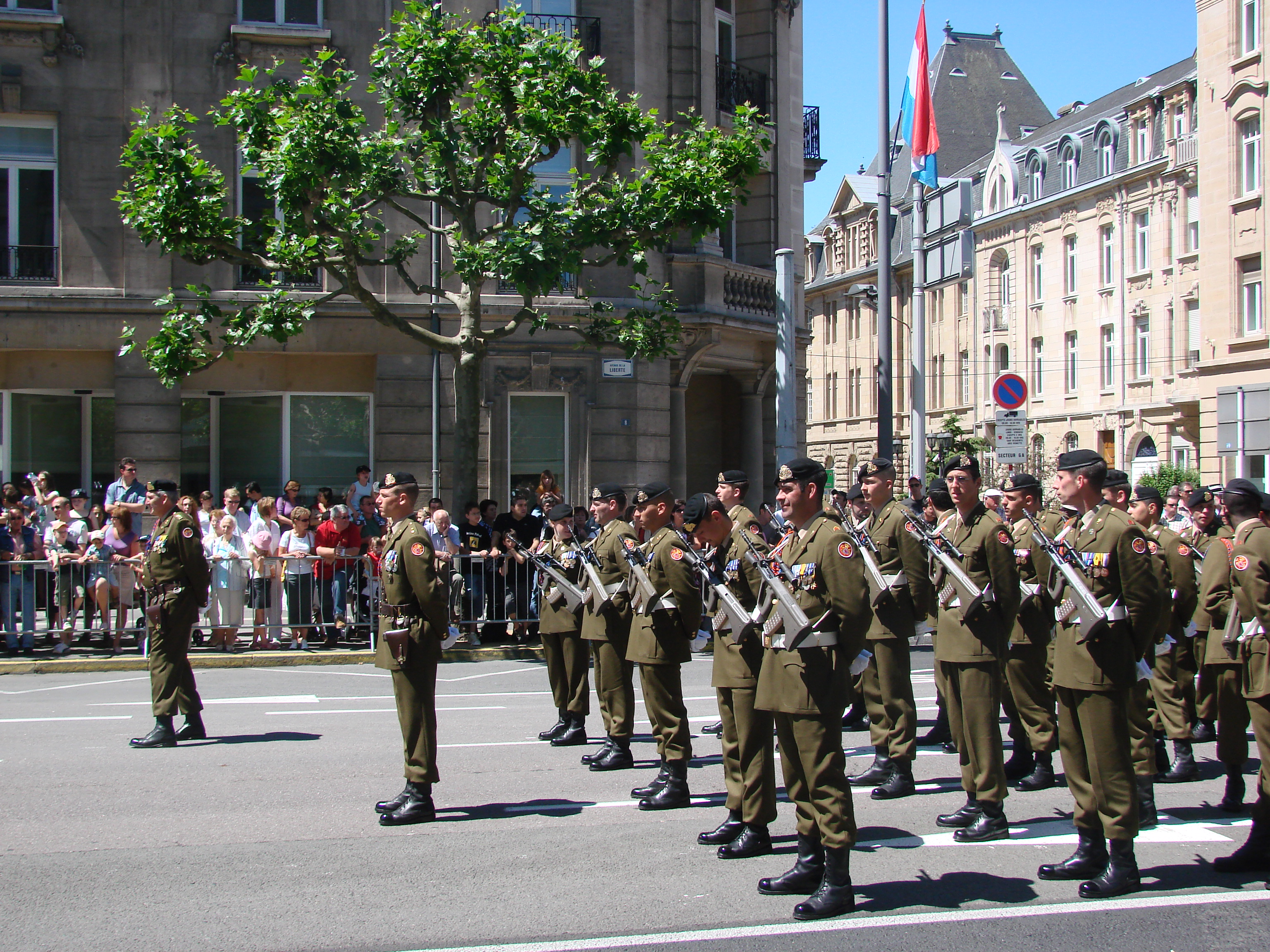
Soldados luxemburgueses em desfile durante o Dia Nacional, Dia do Grão-Duque, 23 de junho

O exército luxemburguês baseia-se principalmente na sua caserna, o Centre militaire Caserne Grand-Duc Jean no Härebierg em Diekirch. O estado-maior está baseado na capital, o État-Major. O exército está sob controle civil, com o grão-duque como comandante-em-chefe. O ministro da Defesa, François Bausch, supervisiona as operações do exército. O chefe profissional do exército é o Chefe da Defesa, que responde ao ministro e ocupa o posto de general.
Sem litoral, Luxemburgo não tem marinha. Dezessete aviões AWACS da OTAN estão registrados como aeronaves de Luxemburgo. De acordo com um acordo conjunto com a Bélgica, os dois países financiaram um avião de carga militar A400M.
Luxemburgo participou do Eurocorps, contribuiu com tropas para as missões UNPROFOR e IFOR na ex-Iugoslávia e participou com um pequeno contingente da missão SFOR da OTAN na Bósnia e Herzegovina. Tropas luxemburguesas também foram enviadas para o Afeganistão, para apoiar a ISAF. O exército também participou de missões de ajuda humanitária, como a criação de campos de refugiados para curdos e o fornecimento de suprimentos de emergência à Albânia.

## Geografia

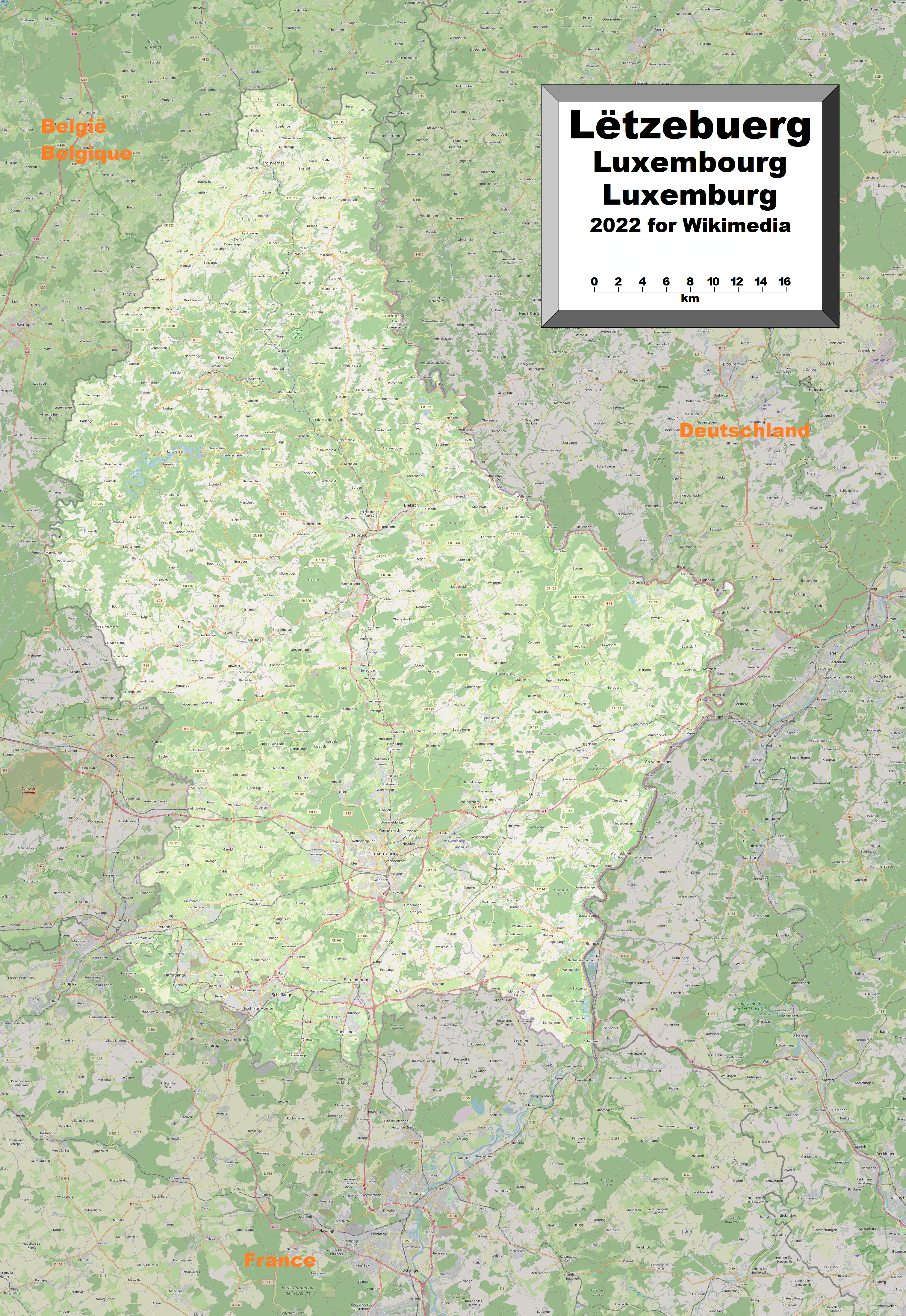
As maiores cidades são Luxemburgo, Esch-sur-Alzette, Dudelange e Differdange

Luxemburgo é um dos menores países da Europa, ocupando o 167º lugar entre os 194 países independentes do mundo; tem cerca de 2,586 km2 de tamanho e mede 82 km de comprimento e 57 km de largura. Situa-se entre as latitudes 49° e 51° N e as longitudes 5° e 7° E.
A leste, Luxemburgo faz fronteira com o Bundesländer alemão da Renânia-Palatinado e Sarre e, ao sul, faz fronteira com a região francesa de Grand Est (Lorena). O Grão-Ducado faz fronteira com a Valônia belga, em particular com as províncias belgas de Luxemburgo e Liège, parte da qual compreende a Comunidade germanófona da Bélgica, a oeste e ao norte, respectivamente.
O ponto culminante do país é Kneiff, com 560 m de altitude, enquanto o ponto mais baixo está localizado em Wasserbillig a 130 m. A capital Luxemburgo encontra-se a 304 metros de altitude (place d'Armes no centro da vila). O terço norte do país é conhecido como Oesling e faz parte das Ardenas. É dominado por colinas e montanhas baixas, incluindo o Kneiff perto de Wilwerdange. Outras montanhas são a Buurgplaatz com 559 m perto de Huldange e Napoléonsgaard a 554 m perto de Rambrouch. A região é pouco povoada, com apenas uma cidade (Wiltz) com população de mais de 4 000 habitantes.
Os dois terços do sul do país são chamados de Gutland e são mais densamente povoados do que Oesling. Também é mais diversificado e pode ser dividido em cinco sub-regiões geográficas. O planalto de Luxemburgo, no centro-sul de Luxemburgo, é uma formação de arenito grande e plana e o local da cidade de Luxemburgo. A pequena Suíça, no leste de Luxemburgo, tem terreno escarpado e florestas densas. O vale do Mosela é a região mais baixa, correndo ao longo da fronteira sudeste. As Terras Vermelhas, no extremo sul e sudoeste, são o coração industrial de Luxemburgo e abrigam muitas das maiores cidades de Luxemburgo.
A fronteira entre Luxemburgo e Alemanha é formada por três rios: o Mosela, o Sûre e o Our. Outros rios importantes são o Alzette, o Attert, o Clerve e o Wiltz. Os vales de Mid-Sauer e Attert formam a fronteira entre Gutland e Oesling.

### Meio ambiente
De acordo com o Índice de Desempenho Ambiental de 2012, Luxemburgo é um dos países com melhor desempenho em proteção ambiental, ocupando o 4.º lugar entre 132 países avaliados. Em 2020, ficou em segundo lugar entre 180 países. Luxemburgo também ocupa o 6º lugar entre as dez cidades mais habitáveis do mundo pela Mercer's. O país quer reduzir as emissões de gases de efeito de estufa em 55% em 10 anos e chegar a zero emissões até 2050. Luxemburgo quer aumentar em cinco vezes sua agricultura orgânica. Ele teve uma pontuação média do Índice de Integridade da Paisagem Florestal de 2019 de 1,12/10, classificando-o em 164º lugar globalmente entre 172 países.

### Clima
Luxemburgo tem um clima oceânico (Köppen: Cfb), marcado por altas precipitações, principalmente no final do verão. Os verões são quentes e os invernos frescos.

## Economia

Luxemburgo faz parte do Espaço Schengen, do mercado único da UE e da Zona Euro (azul escuro).

Representação gráfica das exportações de produtos do Luxemburgo em 2019

A economia de mercado estável e de alta renda de Luxemburgo apresenta crescimento moderado, baixa inflação e alto nível de inovação. O desemprego é tradicionalmente baixo, embora tenha atingido 6,1% em maio de 2012, em grande parte devido à crise financeira global de 2008. Em 2011, de acordo com o FMI, Luxemburgo era o segundo país mais rico do mundo, com um PIB per capita em paridade de poder de compra (PPC) de 80 119 dólares. Seu PIB per capita em padrões de poder de compra foi de 261% da média da UE (100%) em 2019. Luxemburgo ocupa o 13º lugar no Índice de Liberdade Econômica da Heritage Foundation, 26º no Índice de Desenvolvimento Humano das Nações Unidas e 4º no índice de qualidade de vida da Economist Intelligence Unit. Ficou em 19º lugar no Índice Global de Inovação em 2022.
O setor industrial, dominado pelo aço até a década de 1960, desde então se diversificou para incluir produtos químicos, borracha e outros produtos. Durante as últimas décadas, o crescimento do setor financeiro mais do que compensou o declínio da produção de aço. Os serviços, especialmente bancários e financeiros, respondem pela maior parte da produção econômica. Luxemburgo é o segundo maior centro de fundos de investimento do mundo (depois dos Estados Unidos), o mais importante centro de private banking da zona do euro e o principal centro europeu de resseguradoras. Além disso, o governo de Luxemburgo tem como objetivo atrair startups de Internet, com Skype e Amazon sendo duas das muitas empresas de Internet que mudaram sua sede regional para Luxemburgo. Outras empresas de alta tecnologia se estabeleceram em Luxemburgo, incluindo o desenvolvedor/fabricante de scanners 3D Artec 3D.
Em abril de 2009, a preocupação com as leis de sigilo bancário de Luxemburgo, bem como a sua reputação de paraíso fiscal, levou o país a ser adicionado a uma "lista cinza" de nações com acordos bancários questionáveis pelo G20. Em resposta, o país logo adotou os padrões da OCDE sobre troca de informações e foi posteriormente adicionado à categoria de "jurisdições que implementaram substancialmente o padrão tributário acordado internacionalmente". Em março de 2010, o Sunday Telegraph informou que a maior parte dos 4 bilhões de dólares de Kim Jong-il em contas secretas estava em bancos de Luxemburgo. A Amazon.co.uk também se beneficia das brechas fiscais de Luxemburgo ao canalizar receitas substanciais do Reino Unido, conforme relatado pelo The Guardian em abril de 2012. Luxemburgo ficou em terceiro lugar no Índice de Sigilo Financeiro de 2011 da Rede de Justiça Fiscal dos principais paraísos fiscais do mundo, marcando apenas um pouco atrás das Ilhas Cayman. Em 2013, Luxemburgo foi classificado como o segundo paraíso fiscal mais seguro do mundo, atrás da Suíça.
No início de novembro de 2014, poucos dias depois de se tornar chefe da Comissão Europeia, o ex-primeiro-ministro de Luxemburgo, Jean-Claude Juncker, foi atingido por divulgações na mídia — derivadas de um vazamento de documento conhecido como Luxemburgo Leaks — de que Luxemburgo havia se transformado em um importante centro europeu de negócios corporativos e evasão fiscal sob seu cargo de primeiro-ministro.
A agricultura ocupava cerca de 2,1% da população activa do Luxemburgo em 2010, quando existiam 2 200 explorações agrícolas com uma área média por exploração de 60 ha.
Luxemburgo tem laços comerciais e financeiros especialmente estreitos com a Bélgica e os Países Baixos (ver Benelux) e, como membro da UE, desfruta das vantagens do mercado europeu aberto.
Em maio de 2015 o país ficou em 11.ª lugar no mundo com 171 bilhões de dólares em títulos do Tesouro dos EUA. No entanto, os valores mobiliários detidos por não residentes no Luxemburgo, mas detidos em contas de custódia no Luxemburgo, estão incluídos neste valor.
Desde 2019, a dívida pública do Luxemburgo totalizava 15,687 bilhões de dólares ou 25 554 dólares por capita. A dívida para GDP era de 22,10%.
O mercado de trabalho luxemburguês representa 445 000 empregos ocupados por 120 000 luxemburgueses, 120 000 residentes estrangeiros e 205 000 passageiros transfronteiriços. Estes últimos pagam os seus impostos no Luxemburgo, mas a sua educação e os seus direitos sociais são da responsabilidade do seu país de residência. O mesmo se aplica aos pensionistas. O governo de Luxemburgo nunca compartilhou suas receitas fiscais com as autoridades locais na fronteira francesa. Este sistema é visto como uma das chaves para o crescimento económico do Luxemburgo, mas à custa dos países fronteiriços.

### Transporte

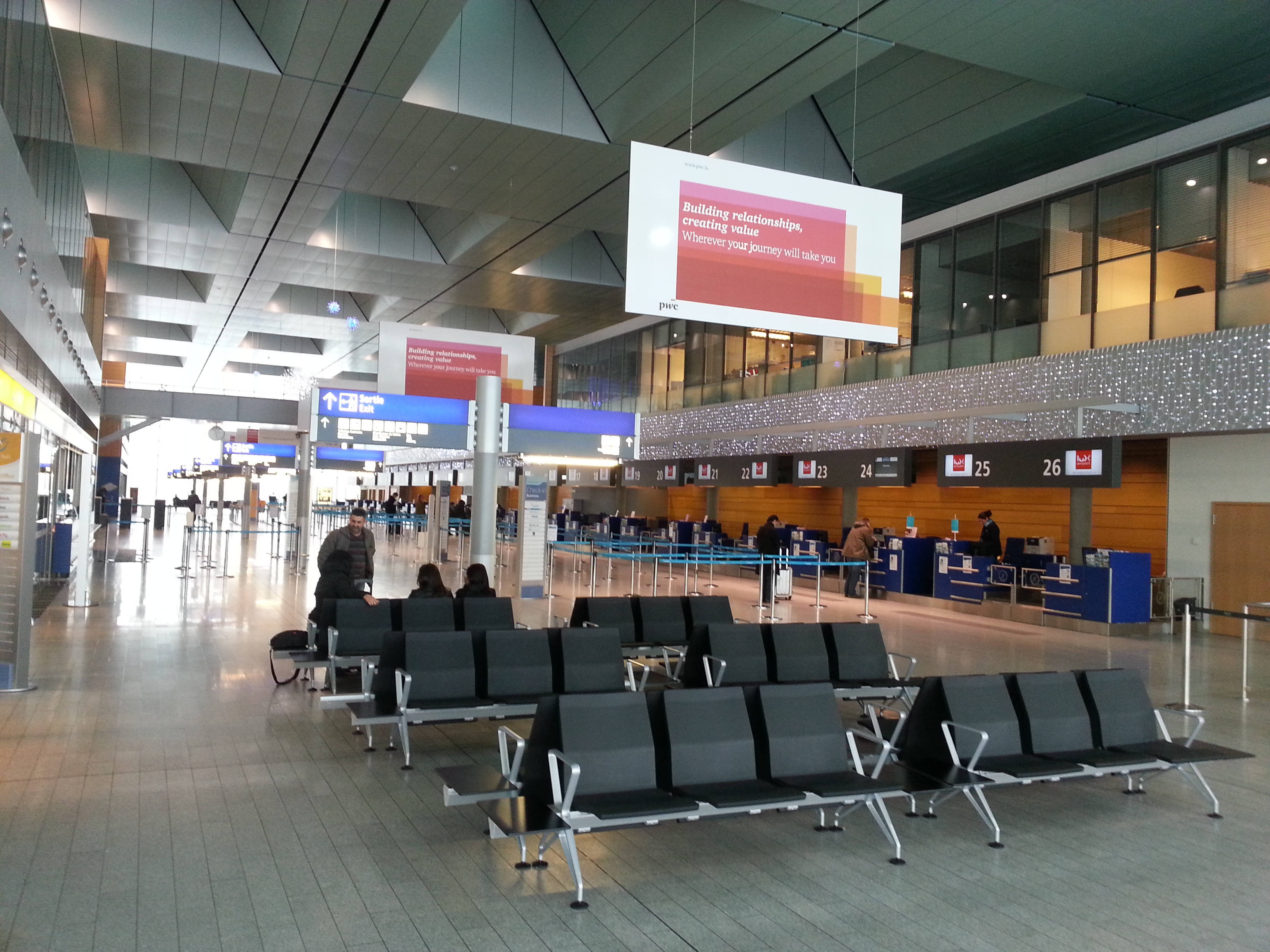
A companhia aérea internacional de Luxemburgo, Luxair, está sediada no Aeroporto Internacional de Luxemburgo-Findel, o único aeroporto internacional do país

O Luxemburgo dispõe de infraestruturas e serviços de transporte rodoviário, ferroviário e aéreo. A rede rodoviária foi significativamente modernizada nos últimos anos com 165 km  das autoestradas que ligam a capital aos países limítrofes. O advento da ligação TGV de alta velocidade para Paris levou à renovação da estação ferroviária da cidade e um novo terminal de passageiros no Aeroporto de Luxemburgo foi inaugurado em 2008. A cidade de Luxemburgo reintroduziu os bondes em dezembro de 2017 e há planos para abrir linhas de metrô leve em áreas adjacentes nos próximos anos.
Em 2022 existiam 784 carros por 1 000 pessoas em Luxemburgo — mais do que a maioria dos outros estados e superado pelos Estados Unidos, Nova Zelândia, Estónia e Chipre.
Em 29 de fevereiro de 2020, Luxemburgo se tornou o primeiro país a introduzir transporte público gratuito, que é quase totalmente financiado por gastos públicos. Todos os autocarros, comboios e o tram são grátis dentro do país, e a única exceção são os bilhetes de 1.ª classe que são pagos.

### Comunicações
A indústria das telecomunicações no Luxemburgo está liberalizada e as redes de comunicações electrónicas estão significativamente desenvolvidas. A concorrência entre os diferentes operadores é garantida pelo quadro legislativo Paquet Telecom do Governo de 2011 que transpõe as Diretivas Europeias de Telecom para a lei luxemburguesa. Isso incentiva o investimento em redes e serviços. O regulador ILR — Institut Luxembourgeois de Régulation assegura o cumprimento destas normas legais.
Luxemburgo possui redes de fibra óptica e cabo modernas e amplamente implantadas em todo o país. Em 2010, o governo luxemburguês lançou sua estratégia nacional para redes de altíssima velocidade com o objetivo de se tornar um líder global em termos de banda larga de altíssima velocidade alcançando cobertura total de 1 Gbit/s do país até 2020. Em 2011, o Luxemburgo tinha uma cobertura NRA de 75%. Em agosto de 2023, Luxemburgo apresentava a 20.ª maior velocidade de download do mundo 83,93 Mbit/s. A localização do país na Europa Central, economia estável e impostos baixos favorecem a indústria de telecomunicações.
Ocupa o 2.º lugar no mundo no desenvolvimento das tecnologias da informação e comunicação no ITU ICT Development Index e 8º. no Global Broadband Quality Study 2009 da Universidade de Oxford e da Universidade de Oviedo.

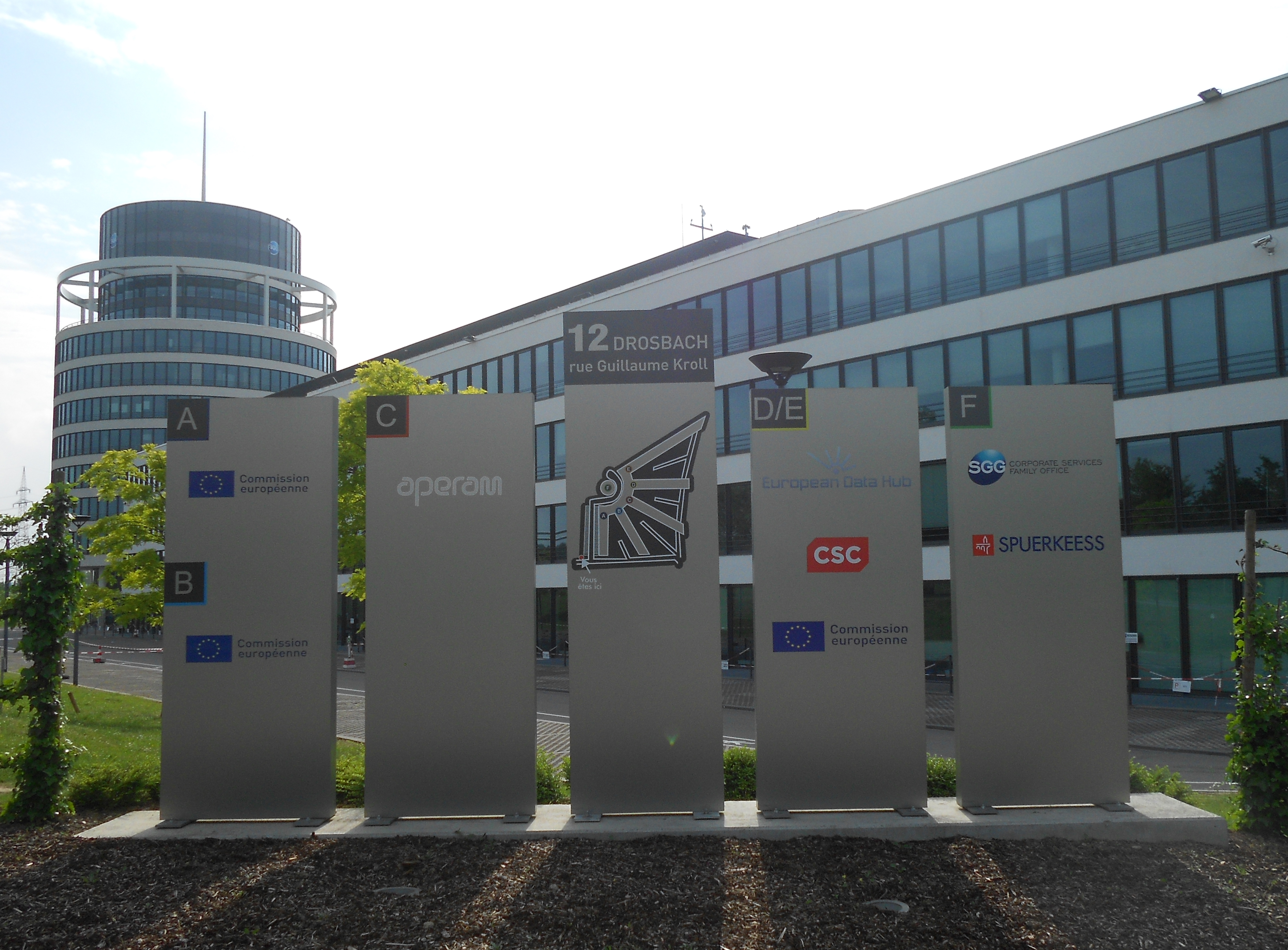
Placas em frente ao Centre Drosbach na Cloche d'or, na cidade de Luxemburgo

Luxemburgo está conectado a todas as principais trocas de Internet europeias (AMS-IX Amsterdã, DE-CIX Frankfurt, LINX Londres), datacenters e POPs por meio de redes ópticas redundantes. Além disso, o país está conectado aos serviços de sala virtual meetme (vmmr)  da operadora internacional de data hub Ancotel. Isso permite que Luxemburgo se interconecte com todas as principais operadoras de telecomunicações e operadoras de dados em todo o mundo. Os pontos de interconexão estão em Frankfurt, Londres, Nova York e Hong Kong. Luxemburgo se estabeleceu como um dos principais centros de tecnologia financeira (FinTech) na Europa, com o governo luxemburguês apoiando iniciativas como a Luxembourg House of Financial Technology.
Cerca de 20 centros de dados estão operando em Luxemburgo. Seis centros de dados são certificados Tier IV Design: três da ebrc, dois da LuxConnect e um do European Data Hub. Em uma pesquisa em nove centros de dados internacionais realizada em dezembro de 2012 e janeiro de 2013 e medindo disponibilidade (up-time) e desempenho (atraso no recebimento dos dados do site solicitado), as três primeiras posições foram ocupadas por centros de dados de Luxemburgo.

## Dados demográficos

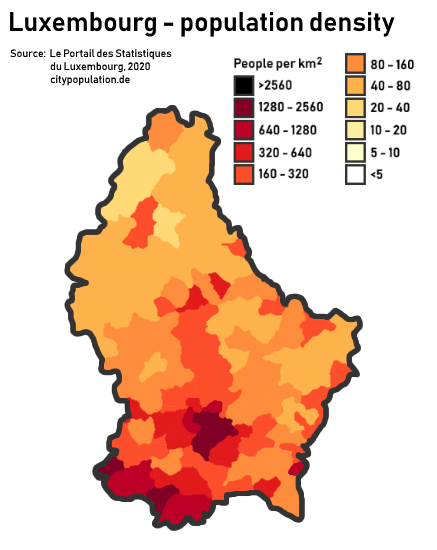
Densidade populacional no Luxemburgo por comunas (em 2020). A principal área urbana, a cidade de Luxemburgo, está localizada no centro-sul do país

Os habitantes  são chamados de luxemburgueses. Em 2023, a população do país era de 660 809 habitantes, sendo o segundo país menos populoso da União Europeia. A área mais densamente povoada do país (dados do Censo de 2021) é o Cantão de Luxemburgo, onde está localizado a capital do país, a cidade de Luxemburgo, e onde vivem cerca 30% dos luxemburgueses, quase 65% da população do cantão vive na capital. De maneira geral, o país se divide na parte sul, que é mais urbanizada e por isso mais povoada e nas partes central e norte, que possuem mais áreas rurais, sendo por isso menos povoadas. Ao se realizar a divisão do país em quadrados de 1 x 1 km, nota-se que 41,5% destes são totalmente desabitados, estes geralmente são áreas agriculturais ou de floresta onde a construção de residências é proibida, apenas 7,9% destes quadrados são densamente habitados, indicando uma concentração maior da população em áreas específicas.
A população imigrante aumentou no século 20 devido à chegada de imigrantes da Bélgica, França, Itália, Alemanha e Portugal; os últimos formaram o maior grupo. Em 2013 cerca de 88 000 luxemburgueses possuíam a nacionalidade portuguesa. Em 2013, havia 537 039 residentes permanentes, sendo 44,5% de origem estrangeira ou de nacionalidade estrangeira; as maiores etnias estrangeiras foram as portuguesas, com 16,4% da população total, seguidas dos franceses (6,6%), italianos (3,4%), belgas (3,3%) e alemães (2,3%). Outros 6,4% eram de outros antecedentes da UE, enquanto os restantes 6,1% eram de outros países não pertencentes à UE, mas em grande parte de outros antecedentes europeus.
Desde o início das guerras iugoslavas, Luxemburgo recebeu muitos imigrantes da Bósnia e Herzegovina, Montenegro e Sérvia. Anualmente, mais de 10 000 novos imigrantes chegam ao Luxemburgo, principalmente dos estados da UE, bem como da Europa Oriental. Em 2000, havia 162 000 imigrantes em Luxemburgo, representando 37% da população total. Havia cerca de 5 000 imigrantes ilegais em Luxemburgo em 1999.

### Línguas
|                                     |              |  |        |        |
| Línguas mais faladas em Luxemburgo. |              |  |        |        |
| Luxemburguês                        | Luxemburguês |  | 65,61% | 65,61% |
| Francês                             | Francês      |  | 63,17% | 63,17% |
| Alemão                              | Alemão       |  | 49,56% | 49,56% |
| Inglês                              | Inglês       |  | 30,72% | 30,72% |
| Português                           | Português    |  | 20,96% | 20,96% |
| Italiano                            | Italiano     |  | 8,25%  | 8,25%  |
| Holandês                            | Holandês     |  | 4,02%  | 4,02%  |

Conforme determinado por lei desde 1984, Luxemburgo tem apenas uma língua nacional, o luxemburguês. É considerada a língua materna ou "língua do coração" para os luxemburgueses e a língua que geralmente usam para falar ou escrever uns com os outros. O luxemburguês é considerado uma língua da Francônia específica da população local, que é parcialmente inteligível mutuamente com o vizinho alto alemão, mas que inclui mais de 5 000 palavras de origem francesa. O conhecimento do luxemburguês é um critério para a naturalização.
Além do luxemburguês, o francês e o alemão são usados em questões administrativas e judiciais, constituindo as três línguas administrativas do Luxemburgo. De acordo com o artigo 4.º da lei promulgada em 1984, se um cidadão fizer uma pergunta em luxemburguês, alemão ou francês, a administração deve responder, na medida do possível, na língua em que a pergunta foi feita.
Luxemburgo é amplamente multilíngue: Desde 2012, 52% dos cidadãos afirmaram o luxemburguês como língua nativa, 16,4% o português, 16% o francês, 2% o alemão e 13,6% línguas diferentes (principalmente inglês, italiano ou espanhol). Embora o francês fosse a língua materna de apenas 16% dos residentes em Luxemburgo (3ª colocação), 98% de seus cidadãos eram capazes de falar em alto nível. A grande maioria dos residentes luxemburgueses fala-a como segunda ou terceira língua. Desde 2018, grande parte da população era capaz de falar várias outras línguas: 80% dos cidadãos relataram ser capazes de manter uma conversa em inglês, 78% em alemão e 77% em luxemburguês, afirmando que essas línguas são sua segunda, terceira ou quarta língua.
Cada uma das três línguas oficiais é utilizada como língua primária em determinadas esferas da vida cotidiana, sem ser exclusiva. O luxemburguês é a língua que os luxemburgueses geralmente usam para falar e escrever entre si, e houve um aumento recente na produção de romances e filmes nesse idioma; ao mesmo tempo, os numerosos trabalhadores expatriados (aproximadamente 44% da população) geralmente não o usam para falar uns com os outros.
A maior parte da comunicação comercial e escrita oficial é realizada em francês, que é o idioma mais usado para comunicação pública, com declarações oficiais escritas, exibições de publicidade e sinais de trânsito geralmente em francês. Devido à influência histórica do Código Napoleônico no sistema legal do Grão-Ducado, o francês é também a única língua da legislação e geralmente a língua preferida do governo, administração e justiça. Os debates parlamentares são conduzidos principalmente em luxemburguês, enquanto as comunicações escritas do governo e documentos oficiais (por exemplo, decisões administrativas ou judiciais, passaportes, etc.) são redigidos principalmente em francês e, às vezes, em alemão.
Embora a vida profissional seja amplamente multilíngue, o francês é descrito pelos líderes empresariais do setor privado como a principal língua de trabalho de suas empresas (56%), seguido pelo luxemburguês (20%), inglês (18%) e alemão (6%).
O alemão é frequentemente usado em grande parte da mídia junto com o francês e é considerado pela maioria dos luxemburgueses sua segunda língua. Isto deve-se principalmente à elevada semelhança do alemão com o luxemburguês, mas também porque é a primeira língua ensinada às crianças na escola primária (língua de aquisição da literacia).
Devido à grande comunidade de origem portuguesa, a língua portuguesa é bastante prevalente no Luxemburgo, embora permaneça limitada às relações dentro desta comunidade. O português não tem status oficial, mas a administração às vezes disponibiliza alguns documentos informativos em português.
Embora Luxemburgo seja amplamente multilíngue hoje, algumas pessoas afirmam que Luxemburgo está sujeito a intenso franqueamento e que luxemburguês e alemão correm o risco de desaparecer no país, tornando Luxemburgo um país francófono unilíngue ou, na melhor das hipóteses, um bilingue francês e inglês. país de língua em algum momento no futuro distante.

### Religião

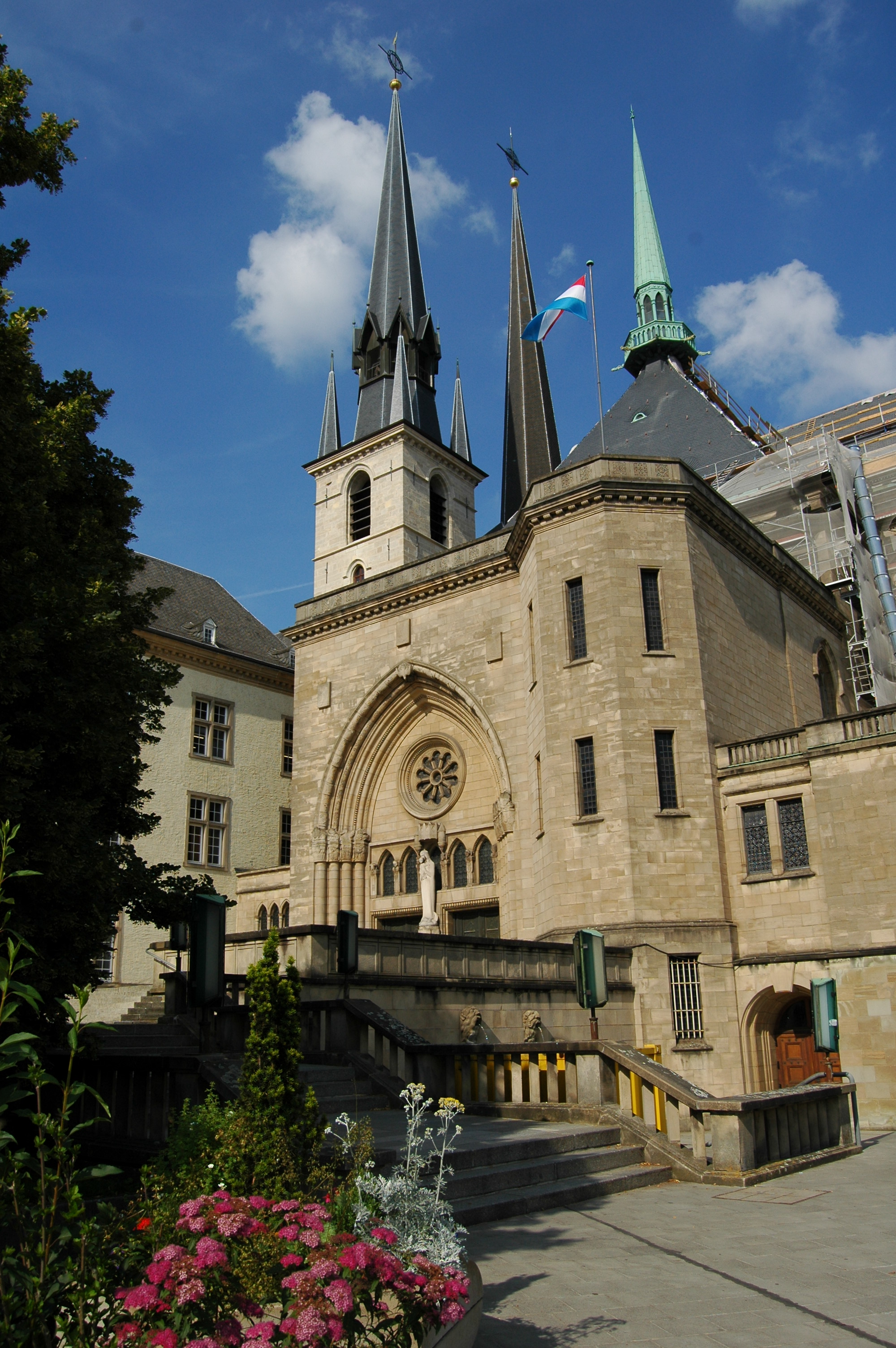
Catedral de Notre-Dame, cidade de Luxemburgo

Luxemburgo é um estado secular, mas reconhece certas religiões como oficialmente obrigatórias. Isso dá ao estado uma mão na administração religiosa e na nomeação do clero, em troca do qual o estado paga certos custos de funcionamento e salários. As religiões abrangidas por tais arranjos são o catolicismo, o judaísmo, a ortodoxia grega, o anglicanismo, a ortodoxia russa, o luteranismo, o calvinismo, o menonismo e o islamismo.
Desde 1980, é ilegal para o governo coletar estatísticas sobre crenças ou práticas religiosas. Uma estimativa de 2000 do CIA Factbook é que 87% dos luxemburgueses são católicos, incluindo a família grão-ducal, sendo os 13% restantes protestantes, cristãos ortodoxos, judeus, muçulmanos e os de outra ou nenhuma religião. De acordo com um estudo do Pew Research Center de 2010, 70,4% são cristãos, 2,3% muçulmanos, 26,8% não afiliados e 0,5% de outras religiões.
De acordo com uma pesquisa do Eurobarômetro de 2005, 44% dos cidadãos luxemburgueses responderam que "acreditam que existe um Deus", enquanto 28% responderam que "acreditam que existe algum tipo de espírito ou força vital" e 22% que " eles não acreditam que exista qualquer tipo de espírito, deus ou força vital".

### Educação

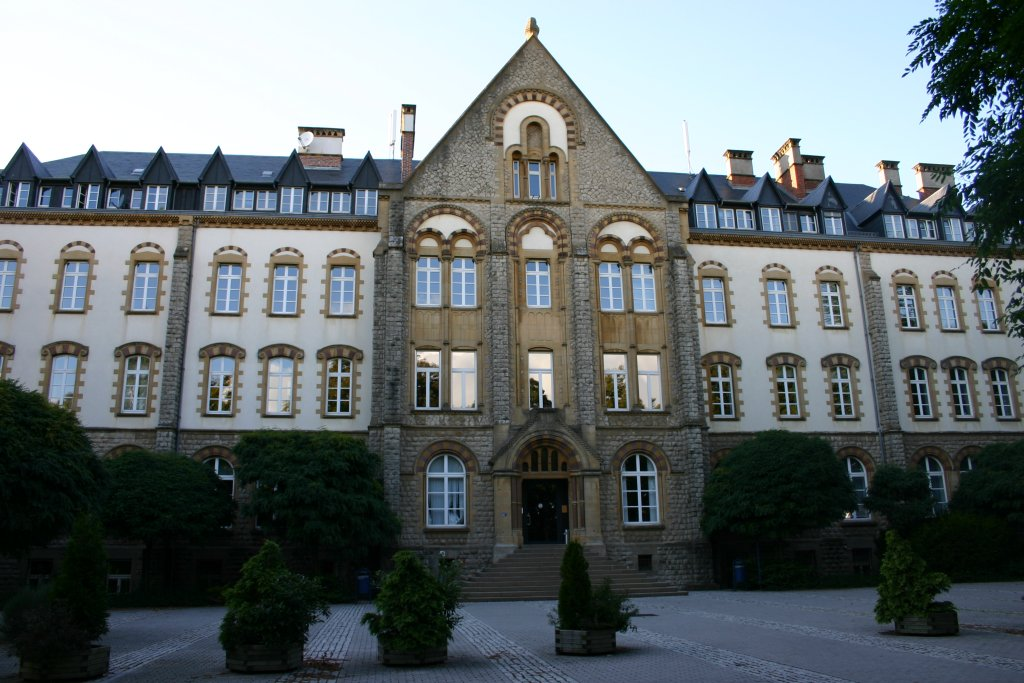
A Universidade de Luxemburgo é a única universidade com sede no país.

O sistema educativo luxemburguês é trilíngue: os primeiros anos da escola primária são em luxemburguês, antes de passarem para o alemão; enquanto na escola secundária, a língua de instrução muda para o francês. A proficiência nas três línguas é exigida para a conclusão do ensino secundário, mas metade dos alunos abandona a escola sem uma qualificação certificada, sendo os filhos de imigrantes particularmente desfavorecidos. Além das três línguas nacionais, o inglês é ensinado na escolaridade obrigatória e grande parte da população luxemburguesa fala inglês. As últimas duas décadas evidenciaram a crescente importância do inglês em diversos setores, em particular no setor financeiro. O português, a língua da maior comunidade imigrante, também é falado por grandes segmentos da população, mas por relativamente poucos fora da comunidade de língua portuguesa.
A Universidade do Luxemburgo é a única universidade com sede no Luxemburgo. Em 2014, a Luxembourg School of Business, uma escola de pós-graduação em negócios, foi criada por iniciativa privada e recebeu o credenciamento do Ministério de Ensino Superior e Pesquisa de Luxemburgo em 2017. Duas universidades americanas mantêm campi satélites no país, a Universidade de Miami (Dolibois European Center) e a Sacred Heart University (Campus de Luxemburgo).

### Saúde
De acordo com dados da Organização Mundial da Saúde, os gastos com saúde do governo de Luxemburgo ultrapassaram $4,1 bilhões, totalizando cerca de $8 182 para cada cidadão do país. A nação de Luxemburgo gastou coletivamente quase 7% de seu produto interno bruto em saúde, colocando-o entre os países que mais gastam em serviços de saúde e programas relacionados em 2010, entre outras nações ricas da Europa com alta renda média entre sua população.

## Cultura

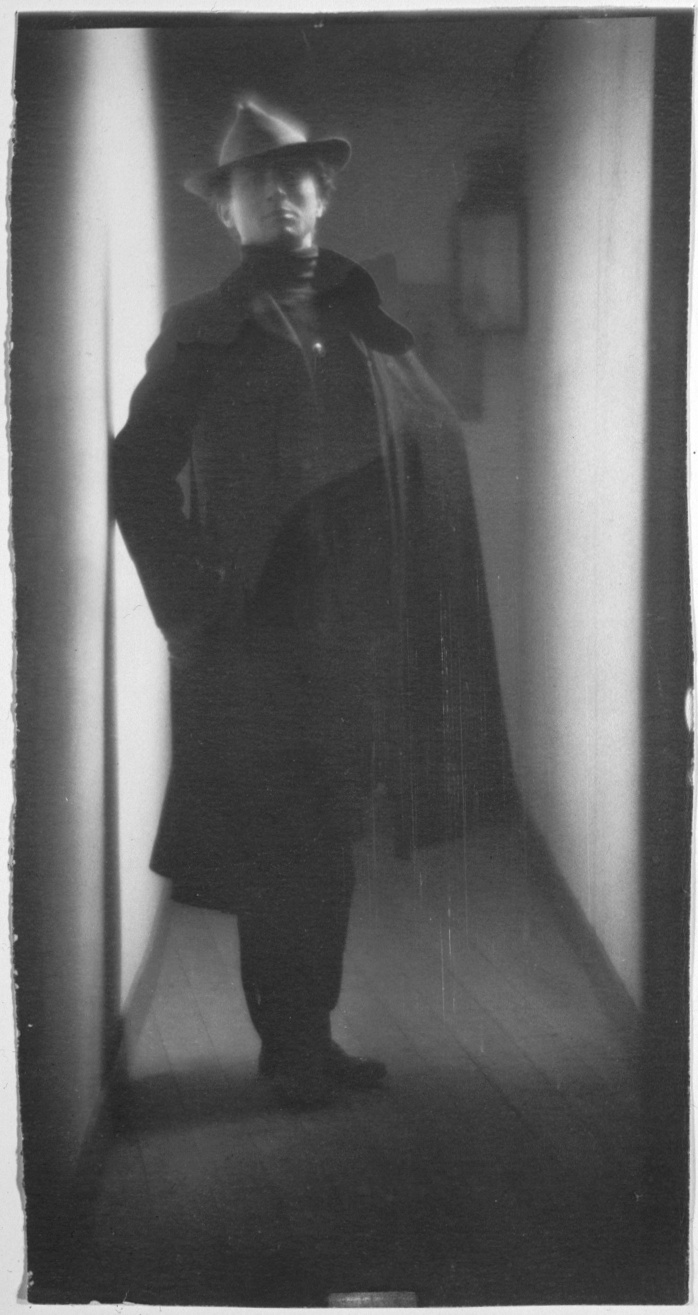
Edward Steichen, fotógrafo e pintor

Luxemburgo foi ofuscado pela cultura de seus vizinhos. Conserva um conjunto de tradições populares, tendo sido durante grande parte da sua história um país profundamente rural. Existem vários museus notáveis, localizados principalmente na capital. Estes incluem o Museu Nacional de História e Arte (NMHA), o Museu de História da Cidade de Luxemburgo e o novo Museu de Arte Moderna Grão-Duque Jean (Mudam). O Museu Nacional de História Militar (MNHM) em Diekirch é especialmente conhecido por suas representações da Batalha das Ardenas. A própria cidade de Luxemburgo está na Lista do Patrimônio Mundial da UNESCO, devido à importância histórica de suas fortificações.
O país produziu alguns artistas conhecidos internacionalmente, incluindo os pintores Théo Kerg, Joseph Kutter e Michel Majerus, e o fotógrafo Edward Steichen, cuja exposição The Family of Man foi incluída no Registro da Memória do Mundo da UNESCO e agora está permanentemente instalada em Clervaux. O editor e autor Hugo Gernsback, cujas publicações cristalizaram o conceito de ficção científica, nasceu na cidade de Luxemburgo. A estrela de cinema Loretta Young era descendente de luxemburgueses.
Luxemburgo foi um dos participantes fundadores do Festival Eurovisão da Canção, e participou todos os anos entre 1956 e 1993, com exceção de 1959. Ganhou a competição um total de cinco vezes, 1961, 1965, 1972, 1973 e 1983 e sediou o concurso em 1962, 1966, 1973 e 1984, mas apenas nove de suas 38 inscrições foram executadas por artistas luxemburgueses.
Luxemburgo foi a primeira cidade a ser nomeada Capital Europeia da Cultura duas vezes. A primeira vez foi em 1995. Em 2007, a Capital Europeia da Cultura seria uma área transfronteiriça composta pelo Grão-Ducado do Luxemburgo, Renânia-Palatinado e Saarland na Alemanha, a Região da Valónia e a parte germanófona da Bélgica, e a Região de Lorena na França. O evento foi uma tentativa de promover a mobilidade e a troca de ideias, cruzando fronteiras fisicamente, psicologicamente, artisticamente e emocionalmente.
Luxemburgo esteve representado na World Expo 2010 em Xangai, China, de 1 de maio a 31 de outubro de 2010 com seu próprio pavilhão. O pavilhão foi baseado na transliteração da palavra Luxemburgo para o chinês, "Lu Sen Bao", que significa "Floresta e Fortaleza". Representava Luxemburgo como o "Coração Verde da Europa".

### Esportes

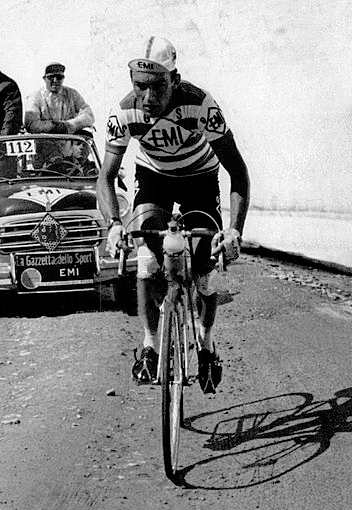
Charly Gaul, vencedor de três Grand Tours em sua carreira no ciclismo

Ao contrário da maioria dos países da Europa, os esportes em Luxemburgo não se concentram em um esporte nacional específico, mas abrangem vários esportes, tanto coletivos quanto individuais. Apesar da falta de um foco esportivo central, mais de 100 000 pessoas em Luxemburgo, de uma população total de cerca de 500 000 a 600 000, são membros licenciados de uma ou outra federação esportiva. O Stade de Luxembourg, situado em Gasperich, no sul da cidade de Luxemburgo, é o estádio nacional e o maior estádio esportivo do país, com capacidade para 9,386 pessoas para eventos esportivos, incluindo futebol e rugby union, e 15 000 para espetáculos. O maior local coberto do país é d'Coque, Kirchberg, no nordeste da cidade de Luxemburgo, com capacidade para 8,300 pessoas. A arena é usada para basquetebol, andebol, ginástica e voleibol, incluindo a final do Campeonato Europeu de Voleibol Feminino de 2007.

### Culinária

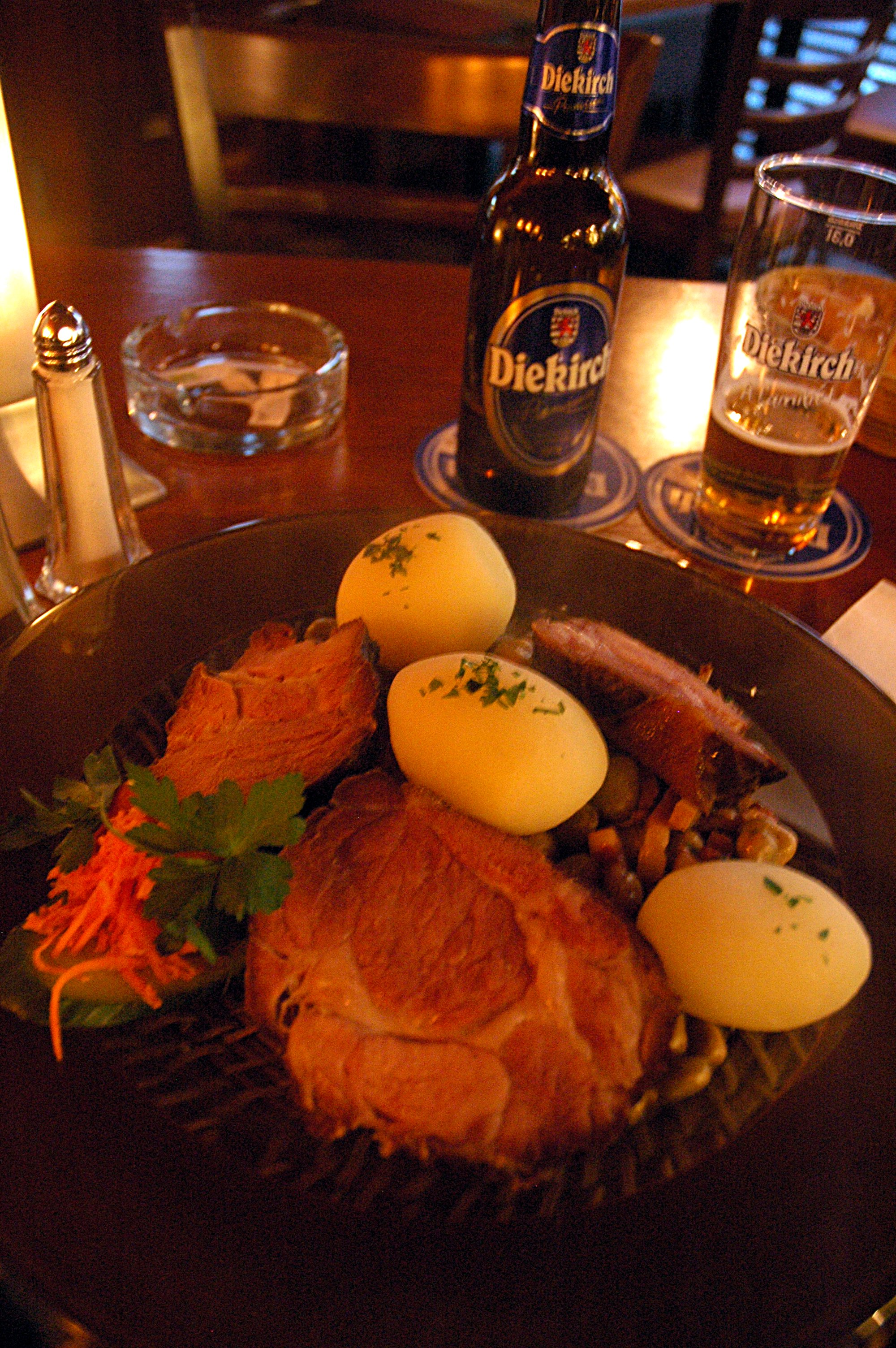
Judd mat Gaardebounen, servido com batatas cozidas e cerveja Diekirch

Luxemburgo vende mais álcool per capita na Europa. No entanto, a grande proporção de álcool comprada por clientes de países vizinhos contribui para o nível estatisticamente alto de vendas de álcool per capita; este nível de vendas de álcool não é, portanto, representativo do consumo real de álcool da população luxemburguesa.

### Meios de comunicação
As principais línguas da mídia em Luxemburgo são o francês e o alemão. O jornal de maior circulação é o diário em língua alemã Luxemburger Wort. Devido ao forte multilinguismo no Luxemburgo, os jornais frequentemente alternam artigos em francês e artigos em alemão, sem tradução. Além disso, há rádios em inglês e português e publicações impressas nacionais, mas é difícil avaliar números precisos de audiência, uma vez que a pesquisa da mídia nacional feita pelo ILRES é realizada em francês.
Luxemburgo é conhecido na Europa por suas estações de rádio e televisão (Radio Luxembourg e RTL Group). É também a sede de uplink da SES, operadora dos principais serviços de satélite europeus para a Alemanha e a Grã-Bretanha.
Devido a uma lei de 1988 que estabeleceu um regime tributário especial para investimentos audiovisuais, o cinema e a coprodução em Luxemburgo têm crescido continuamente.

### Culinária
A cozinha luxemburguesa é diversificada, recebendo influências da culinária francesa e alemã. Possui vários pratos nacionais, a exemplo da bouneschlupp, tradicional sopa de feijão verde com batatas, cebolas e toucinho. É comum encontrar massas com molho de toucinho, como o kniddelen mat speck; e o judd mat gaardenbounen, que leva carne suína defumada com feijão-fava. Além de pães, doces e tortas. Entre as bebidas mais consumidas, está o café, as cervejas, os vinhos brancos e os espumantes. A cerveja é uma bebida popular, sendo a Diekirch do tipo lager a mais conhecida.

### Feriados
| Data                       | Nome                                                         | Observações |
| -------------------------- | ------------------------------------------------------------ | --- |
| 1 de janeiro               | Neijoerschdag, Ano Novo                                      | Celebra a Passagem de ano (início do novo ano) e o Dia Mundial da Paz. |
| Segunda-feira, festa móvel | Ouschterméindeg, Segunda-feira de Páscoa                     | Celebra-se no dia que sucede o domingo de Páscoa |
| 1 de Maio                  | Dag vun Aarbecht, Dia do Trabalhador                         | Este feriado celebra todos os trabalhadores |
| 9 de maio                  | Europadag                                                    | |
| 18 de maio                 | Christi Himmelfahrt, Ascensão de Jesus                       | |
| 29 de maio                 | Péngschtméindeg, Pentecostes                                 | |
| 23 de junho                | Lëtzebuerger Nationalfeierdag, Feriado nacional luxemburguês | A festa nacional luxemburguesa celebra o aniversário do soberano. Em 1961, um decreto grão-ducal fixa o dia da festa nacional a 23 de junho, independentemente do dia-aniversário do soberano. Embora a soberana da altura, a grã-duquesa Charlotte, festejasse o seu aniversário a 23 de janeiro, foi decidido celebrar o aniversário a 23 de junho, quando a meteorologia mais se apropria às festividades nacionais. O seus sucessores, os grão-duques Jean (aniversário a 5 de Janeiro, reinou entre 1964 e 2000) e Henri (aniversário a 16 de abril), não alteraram a data, que já entrou nos costumes da população. |
| 15 de agosto               | Léiffraweschdag, Assunção de Nossa Senhora                   | Este feriado celebra a Assunção da Virgem Maria ao Céu. É uma das festas mais antigas da Cristandade |
| 1 de novembro              | Allerhellgen, Todos os Santos                                | Celebra todos os santos e mártires cristãos. Tradicionalmente é utilizado para recordar entes falecidos, celebra, no entanto, todos os santos cristãos, já que os defuntos se celebram no dia a seguir, 2 de Novembro. |
| 25 de dezembro             | Chrëschtdag, Natal do Senhor                                 | Celebra o nascimento de Jesus Cristo, em Belém. A noite de 24 para 25, vulgarmente chamada de Consoada, é marcada pela Missa do Galo. É também marcada pela gastronomia típica desta época, pelos jantares em família e pela troca de presentes, que pode efectuar-se logo após o jantar, após a meia-noite ou na manhã do dia 25. |
| 26 de dezembro             | Stiefesdag, Dia do Santo Estêvão                             | |